# Aeria olena
Aeria olena är en fjärilsart som beskrevs av Gustav Weymer 1875. Aeria olena ingår i släktet Aeria och familjen praktfjärilar. Inga underarter finns listade i Catalogue of Life.

## Bildgalleri

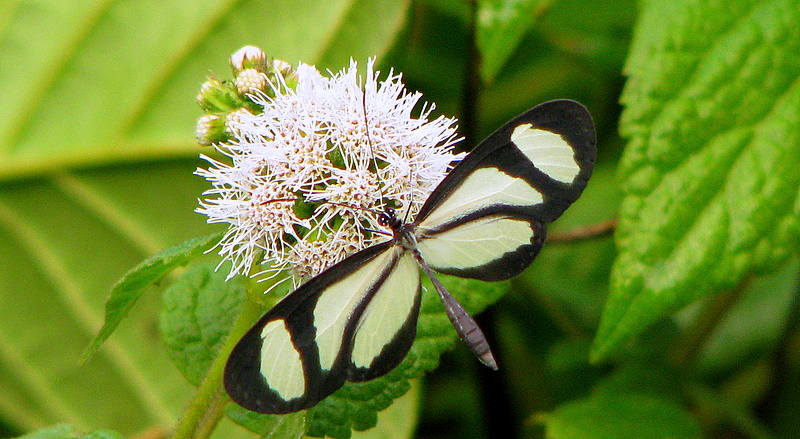